# روبرت إس. ويلش
روبرت إس. ويلش (بالإنجليزية: Robert S. Welch)‏ هو مدرس أمريكي، ولد في 1944 في ميدلبورو في الولايات المتحدة، وتوفي في 28 فبراير 2016.